# 53 (getal)
53 (drieënvijftig) is het natuurlijke getal volgend op 52 en voorafgaand aan 54.
Het scheikundig element met atoomnummer 53 is Jodium (I)

## In dewiskunde
- 53 is het 16e priemgetal in de lijst van priemgetallen.
- 53 is een viervoud plus 1, zodat dit priemgetal volgens de stelling van Fermat over de som van twee kwadraten kan worden geschreven als de som van twee kwadraten: {\displaystyle (2^{2}+7^{2})}.
- Het heet een evenwichtig priemgetal, omdat het het gemiddelde is van het naastlagere (47) en het naasthogere (59) priemgetal.

## Overig
Drieënvijftig is ook:
- Het landnummer voor internationale telefoongesprekken naar Cuba.
- Het jaar A.D. 53 en, verwarrenderwijs, ook wel 1953.
- Het nummer van de legendarische racekever Herbie.